# 2016年日本福岡沉洞
2016年日本福岡沉洞是在日本九州福岡市JR博多站前大道出現的一個長寬约30公尺、深達15公尺的沉洞。该沉洞导致附近10棟大樓住戶被迫疏散；並造成周圍800戶停電，就連福岡機場國際線航廈部分店家也受到了影響。該起事件因如此大规模的塌陷竟无人死亡并且快速修复并通车的极高效率受到全球媒體的廣泛报导和称赞。
當局僅用一周時間便快速填補沉洞，但其後該段路面又曾一度下陷，随后确认下陷在预想之中恢复通车，2023年3月27日福冈市地下铁七隈线延伸路段完工开业，此塌陷路段也正常使用至今。

## 成因
福岡市交通局認為路面塌陷形成沉洞的原因，可能是跟福岡市地下鐵七隈線的施工有關，因「地下水將泥土沖入地盤內，引致地陷」。在事發當日5時許施工就因有積水情況而中斷作業並報警，警方便到現場實施交通管制，到後來地面才開始崩塌。

## 事件經過
2016年11月8日當地時間5時15分，福岡JR博多車站前道路的地面開始塌陷，出現2個長約10公尺、寬15公尺的陷落區域，之後面積便逐漸擴大，於8時便合而為一形成一個大洞，塌陷面積更越來越大；但無造成人員傷亡，一位目擊者表示在事發當時有發出「轟轟轟」的巨響，隨後他就發現該處有一個大洞。
警方將附近10棟大樓的住戶疏散，並封鎖附近道路。大洞造成了水管破裂，流出大量的水，使坑洞內被水注滿；還讓附近住戶大規模停電，導致一位老婦跌倒受傷。此外塌陷事件還造成了福岡银行網路系统發生故障。因當局緊急修復，至當日中午大部分受影響用戶已恢復供電。
隨後福岡市長高島宗一郎及交通局於上午召開記者會表示致歉，福岡縣也因此成立了災害警戒總部。

## 修補及再度下陷
福岡政府當局動用超過200名工作人員日夜填補沉洞，出動了多輛水泥攪拌車及起重機，總計倒進了14.8萬公噸的水泥；僅一周時間，至11月11日已基本完成填補工程，到18日已恢復該處交通，被廣泛稱讚為高效率。
但11月26日當地時間凌晨1時30分，已填平、恢復通車的該段路面又再度下陷7至9公分，警方在當地短暫拉起封鎖線，但隨後便再一次地恢復交通；當局隨後表示該次再度下沉「是在預料之中的」。